# Вольрад Вальдек-Пирмонтский
Принц Виктор Вольрад Фридрих Адольф Вильгельм Альберт Вальдек-Пирмонтский (нем. Victor Wolrad Friedrich Adolf Wilhelm Albert Prinz zu Waldeck und Pyrmont; 26 июня 1892, Бад-Арользен, Германская империя — 17 октября 1914, Морследе, Бельгия) — немецкий офицер, лейтенант Имперской армии.

## Биография
Единственный сын князя Георга Виктора Вальдек-Пирмонтского и его жены Луизы, урожденной принцессы Шлезвиг-Гольштейн-Зондербург-Глюксбургской, имел 6 единокровных сестер и единокровного брата от первого брака отца. Родители Вольрада были потомками британского короля Георга II. Князь Георг Виктор умер год спустя после рождения сына, поэтому воспитанием Вольрада занимались мать и старший брат князь Фридрих. В 1910 году сопровождал брата на похоронах короля Эдуарда VII.
Принц учился в Нью-Колледже, Гренобльском и Гайдельбергском университетах, однако больше интересовался военным делом, поэтому оставил учёбу и поступил в армию. Служил в гессенском драгунском полку и в штабе 83-го пехотного полка. Во время Первой мировой войны участвовал в боях в Вогезах и на Марне. Погиб в бою.